# Jean-Noël Tremblay
Pour les articles homonymes, voir Tremblay.
Jean-Noël Tremblay (né le 7 juin 1926 à Saint-André-du-Lac-Saint-Jean et mort le 23 janvier 2020 à Québec) est un homme politique québécois, député et ministre.

## Biographie
Il a été député de Roberval pour le Parti progressiste-conservateur du Canada à la Chambre des communes du Canada de 1958 à 1962.
Il a été député de l'Union nationale à l'Assemblée législative dans Chicoutimi de 1966 à 1973. Il a notamment occupé le poste de ministre des Affaires culturelles dans les gouvernements Johnson et Bertrand.